# Kibuye
Kibuye er en by i det vestlige Rwanda, beliggende på den østlige bred af Kivusøen. Byen er hovedstad i Rwandas Vestprovins. I byen findes et mindesmærke for de krigsforbrydelser, der her blev begået under Folkedrabet i Rwanda i 1994.